# Guanchemumierne fra Neochea
Guanchemumierne fra Neochea (Momias guanches de Necochea) er to Guanchemumier, en mandlig og en kvindelig fundet på øen Tenerife (De Kanariske Øer).
De fik dette navn, fordi de blev illegalt udført i 1890 og endte på et museum i byen Necochea i Argentina, indtil 2003 hvor de blev leveret tilbage. Kvinden var omkring 20-24 og er pakket ind i et ligklæde bundt med svineskind. Det mandlige mumie er omkring 25-29 år og er placeret i en særlig position; hans fødder er bøjet bagover mod balderne.
Mumierne, der befinder sig i Museo de la Naturaleza y el Hombre i Santa Cruz de Tenerife, kan ifølge eksperter dateres tilbage til det niende århundrede.